# Spielhofer Bach
Der Spielhofer Bach ist ein 5,73 km langer, rechter Zufluss des Raunetbachs im Landkreis Neustadt an der Waldnaab in der Oberpfalz in Bayern.

## Verlauf
An den Südosthängen des 784 m hohen Mitterberges und des 725 m hohen Vorderberges entspringen drei Bäche, die sich vereinigen und nach Süden Richtung Fuchsmühle fließen.
400 m nördlich von Fuchsmühle verschwindet dieser Bach in einem Dränagerohr und tritt am Nordrand von Fuchsmühle wieder zutage.
Er fließt am westlichen Ortsrand an Fuchsmühle vorbei weiter nach Süden.
Ein weiterer Quellbach entspringt südöstlich von Fuchsmühle am Nordwesthang der 551 m hohen Dürrenloh und vereinigt sich nach 260 m mit dem von Fuchsmühle her kommenden Bach.
Ein anderer Quellbach des Spielhofer Bachs entspringt am Südostrand des Ortes Miesbrunn.
Er trifft 600 m südlich von Fuchsmühle von rechts auf den erstgenannten Quellbach.
Nach weiteren 800 m trifft der Spielhofer Bach auf den Ostrand des Weilers Spielhof, von welchem er seinen Namen erhielt.
Nach Spielhof schwenkt der Bach aus seiner bisherigen südlichen Richtung mehr nach Südwesten.
Nun unterquert der Spielhofer Bach die Verbindungsstraße von Vohenstrauß nach Waidhaus und gleich darauf die Bundesautobahn 6 (A 6).
Hinter der Autobahn schwenkt der Bach noch mehr in eine westliche Richtung und mündet nach weiteren 1,3 km bei Hörlmühle von rechts in den Raunetbach.
Kurz vor seiner Mündung verlässt der Spielhofer Bach das Gemeindegebiet Pleystein und wechselt in die Gemeinde Waidhaus.